# Allium thessalicum
Allium thessalicum (лат.) — вид однодольных растений рода Лук (Allium) семейства Амариллисовые (Amaryllidaceae). Впервые описан в 1994 году ботаниками Сальваторе Брулло, Пьетро Павоне, Кристиной Сальмери и Димитриосом Цанудакисом.

## Распространение и среда обитания
Эндемик Греции. Распространён на территории исторической области Фессалия в центральной части страны.

## Ботаническое описание
Луковичный геофит.
Луковица яйцевидная либо почти шаровидная, с волокнистой оболочкой бледно-коричневого цвета.
Листьев 3—4, голые, гладкие, слегка скрученные, длиной 10—15 см.
Стрелка одиночная, 10—20 см в высоту.
Соцветие полушаровидное, плотное, несёт большое количество цветков с эллиптическими или продолговато-эллиптическими лепестками беловато-розового цвета, с зеленовато-фиолетовой прожилкой по центру лепестка.
Плод — почти шаровидная трёхгранная коробочка с чёрными семенами.